# 변황후 (조환)
변황후(卞皇后, ? ~ ?)는 조위의 마지막 황제인 조환의 황후로, 낭야군 개양현(開陽縣) 사람이다.

## 생애
변씨는 조환의 조부 조조의 처남이자 무선황후의 남동생인 변병(卞秉)의 손녀였다. 그녀의 아버지 변림(卞琳)은 변병의 아들 변란(卞蘭)의 동생으로, 변란의 손녀도 조환의 선대 황제인 조모의 황후가 되었다. 따라서 조환의 변황후는 조모의 변황후의 당고모에 해당한다. 변림은 아버지의 사후 그 작위와 녹봉을 분봉받아 열후에 봉해졌고, 벼슬은 보병교위에까지 이르렀다.
경원 4년(263년), 당시 17세였던 조환은 변씨를 황후로 책봉하였다. 그녀의 나이는 알려지지 않았다. 이때 그녀의 아버지 변림은 이미 죽고 없었고, 대신 그의 처 유씨(劉氏)가 광양향군(廣陽鄕君)에 봉해졌다. 변황후의 남편 조환은 진공 사마소의 엄격한 통제하에 있었기 때문에 그녀의 행적에 대한 더 이상의 기록은 없다.
함희 2년(265년) 연말, 그녀의 남편 조환이 사마소의 아들 진왕 사마염에게 선양하면서 사마염이 위나라를 종식시키고 진나라를 세운 후 그녀의 행적에 대한 기록도 없지만, 그녀의 남편 조환이 진류왕이 되었기 때문에 그녀도 진류왕비가 되었을 것으로 보인다. 이후 행적과 몰년은 미상이다. 사후, 남편이 그랬던 것처럼 그녀도 휘호와 시호를 받았을 것으로 추정되지만, 그 시호가 무엇인지에 대한 기록은 없다.

## 같이 보기
- 삼국지 인물 목록